# Loboscelis bacatus
Loboscelis bacatus är en insektsart som beskrevs av Nickle och Naskrecki 1999. Loboscelis bacatus ingår i släktet Loboscelis och familjen vårtbitare. Inga underarter finns listade i Catalogue of Life.